# 해킹 도구

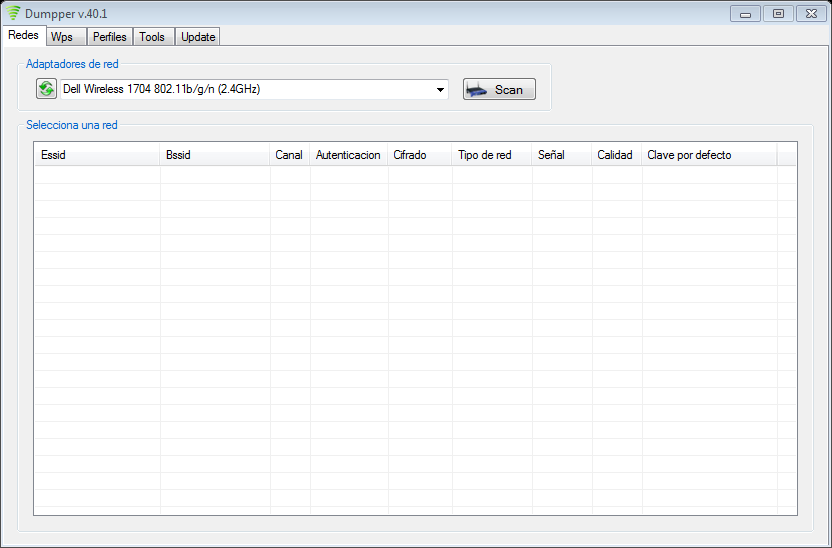

해킹도구(Hacking道具)는 크래킹 공격을 할 수 있게 해주는 프로그램을 말한다. 공격대상 컴퓨터에 해킹도구를 설치하면 원격접속으로 모든 정보를 손쉽게 유출이 가능하다. 현재 보고된 해킹도구는 약 12만여종 이상이 되며 보통 3가지 형태로 분류된다.

## 도구의 예
- 트로잔 도구(Trojan Tool)는 RAT (Remote Admin Tool)의 일종으로 메일의 첨부파일이나 정상적인 실행파일등에 병합된 형태로 잠입하여 실행되며 PC의 재부팅, 인터넷의 강제실행, 파일의 변형/삭제, 개인정보 및 금융정보의 유출, 시디롬의 개폐등의 기능을 수행하는 프로그램이다.
- 암호 추출 프로그램은 암호 추출 기능을 이용하여 쿠키등 PC에 저장되어 있는 개인 및 금융정보를 유출하는 프로그램을 말한다.
- 키로거(Keylogger)는 키후커 (Key Hooker)라고 부르기도 하며 키보드를 통해 입력되는 키값을 유출시켜 저장하며 특정 이메일로 저장된 기록을 전송하기도 하는 프로그램을 말한다.